# Windmotor Britswerd
De Windmotor Britswerd is een voormalige poldermolen nabij het Friese dorp Britswerd, dat in de Nederlandse gemeente Súdwest-Fryslân ligt.
De molen was een kleine Amerikaanse windmotor van het merk Record met een windrad van 18 bladen, die rond 1925 werd gebouwd. Hij stond ongeveer een kilometer ten zuiden van het dorp nabij de Oosterwierumeroudvaart. De rotor windmotor is tussen 1995 en 2004 verdwenen; het restant is in 2013 gesloopt. Slechts de betonnen fundering is nog aanwezig.